# 旧安東金氏
旧安東金氏（クアンドンキムし、きゅうあんとうきんし、朝鮮語: 구안동김씨）は、朝鮮の氏族の一つ。
新羅の敬順王の第4王子・大安君金殷説の子・金叔承を始祖とする。金叔承は高麗に仕えた。この家系からは高麗の将軍・金方慶が出ている。独立運動家の金九もこの家系に属するという。

## 行列字
| ○世孫  | 21       | 22       | 23       | 24       | 25       | 26       | 27       | 28       | 29       | 30       | 31       | 32       | 33       | 34       | 35       | 36       |
| ------ | -------- | -------- | -------- | -------- | -------- | -------- | -------- | -------- | -------- | -------- | -------- | -------- | -------- | -------- | -------- | -------- |
| 行列字 | 원（源） | 영（榮） | 묵（默） | 재（在） | 회（會） | 태（泰） | 식（植） | 용（容） | 교（敎） | 종（鍾） | 우（雨） | 병（秉） | 희（熙） | 기（基） | 현（鉉） | 수（洙） |

## 人口分布
2015年統計によると、多くの自治体の総人口に占める比例が1%前後であるが、慶尚北道北部と忠清北道北部など他の地域より割合が高い地域もある。全国で総人口に占める比例が最も高い地域は貫郷の慶尚北道安東市（11,379人、総人口の7.12%）である。